# NGC 6946

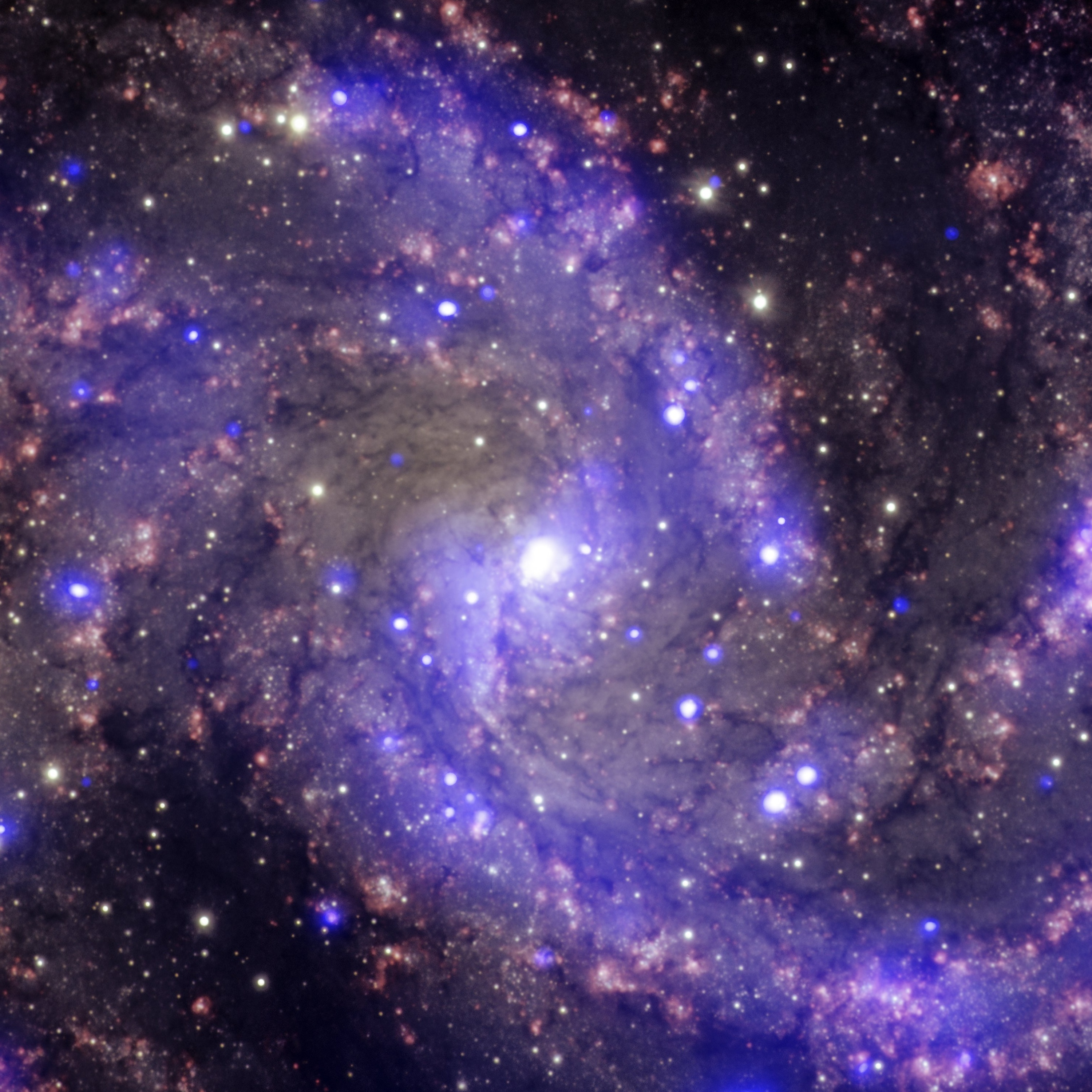
NGC 6946

NGC 6946, Caldwell 12 sau Galaxia Artificiilor este o galaxie spirală intermediară din constelația Cefeu și se află la o distanță de aproximativ 18 milioane de ani-lumină de Pământ. A fost descoperită de William Herschel pe 9 septembrie 1798. 
În această galaxie au fost observate nouă supernove. 